# Melanortocarya
Melanortocarya, monotipski rod  iz porodice boražinovki. Jedina vrsta je M. obtusifolia, jednogodišnja raslinja sa Mediterana.

## Sinonimi
- Anchusa leiosperma Bory; Exp. Sci. Morée, Bot.: t. 7 (1833)
- Anchusa obtusifolia (Willd.) Caruel; Parl. Fl. Ital. 6: 905 (1886)
- Anchusa rechingeri Riedl; Oesterr. Bot. Z 110: 543 (1963)
- Echioides obtusifolia (Willd.) Poir.; Cuvier, Dict. Sci. Nat. ed. 2. 14: 218 (1819)
- Lycopsis obtusifolia Willd.; Sp. Pl. 1: 780 (1798)
- Nonea lamprocarpa Griseb.; Spic. Fl. Rumel. 2: 93 (1844)
- Nonea obtusifolia (Willd.) DC.; Lam. & DC., Fl. Franc. ed. 3, 3: 626 (1805)